# 하일성
하일성(河日成, 1949년 2월 18일 ~ 2016년 9월 8일)은 야구해설위원과 KBO 사무총장을 지낸 대한민국의 체육인이다. 본관은 진주이다.
대학 졸업 후 양곡고등학교와 환일고등학교에서 체육교사로 활동했다. 1979년 KBS 배구 해설 위원 오관영의 권유로 동양방송(TBC) 야구해설위원이 되었으나 1980년 언론통폐합으로 TBC가 KBS에 흡수당하자 자동으로 KBS 야구해설위원이 된 뒤 2006년 5월까지 활동했고, 2009년 10월 다시 야구해설위원으로 복귀했다. 종교는 불교다

## 생애
1949년 2월 18일 서울에서 육사 09기 및 보병학교 출신이자 대한민국 육군 중장 예편자인 하중원와 이정심의 아들로 태어났다. 성동고등학교 재학 시절이던 1964년에 야구선수 생활을 시작했다. 1967년 경희대학교 체육학과에 야구특기생으로 입학하였지만 고된 훈련이 싫어 야구를 그만두게 되고, 1968년 2월에 육군에 입대, 육군 백마부대에 복무하며 베트남 전쟁에 참전했다. 경희대학교 체육학과를 졸업한 후에는 교원 자격증을 취득, 1974년부터 경기도 김포 양곡고등학교를 거쳐 서울 환일고등학교의 체육교사로 교직에 몸담았다.
1979년 KBS 배구 해설 위원이던 오관영의 권유로 동양방송(TBC) 야구해설위원으로 방송계에 입문했으나 1980년 언론통폐합으로 TBC가 KBS에 흡수당하자 자동으로 KBS 야구해설위원이 되었다. 하일성은 구수한 입담으로 대표적인 야구 해설자로 자리잡았고, 가족오락관, 아침마당 등에 출연하며 활발한 방송활동도 병행했다. 2002년 1월 심근경색으로 투병 생활한 이후에, 세 차례씩 수술을 하여 주변을 놀라게도 했지만 금연에 성공하고 건강한 몸으로 돌아와 다시 마이크를 잡게 된다.
2006년 01월부터 2008년 12월까지는 27년간 몸 담던 해설직을 떠나 제11대 한국야구위원회(KBO) 사무총장을 역임하며, 2008 베이징 하계 올림픽 금메달 수상과 2009년 제2회 월드 베이스볼 클래식에서 준우승을 하는데, 국가대표 야구단 단장으로서 일조했다. 하일성은 총장 임기를 마친 후 이때를 인생 최고의 순간으로 회상하며, 자신이 나중에 세상을 떠나면 묘비에 '2008년 베이징올림픽 금메달 야구대표팀 단장' 이라고 새겨달라는 말을 남기기도 했다.
2009년 10월 한국시리즈의 단 두 경기 중계를 위해 KBS 야구해설위원으로 임시직이지만 다시 방송에 복귀했다. 2010년부터 스포츠 케이블방송인 KBS N 스포츠의 야구해설위원을 맡았으나, 2014 KBO 시즌 이후에 재계약 불가통보를 받은 후 하차하였다. 2015년 K-STAR의 일본프로야구 이대호 출전 경기(야후 돔 홈 경기) 야구해설위원으로 활동하였다.

## 사망
2016년 9월 8일 오전 7시 56분경 서울특별시 송파구 삼전동의 자신이 운영하는 스카이엔터테인먼트 사무실에서 전깃줄과 밧줄로 목을 매어 스스로 자살하였다. 과소비와 쇼핑중독, 사기혐의에 휘말려 억울하게 자살로 생을 마감했다. 2015년 11월 지인에게 3,000만원을 갚지 않은 혐의로 피소되었고 2016년 7월 6일 음주운전 방조혐의로 입건되기도 했다. 또 프로구단 입단 청탁을 빌미로 5,000만원을 받아 사기와 근로기준법 위반 혐의로 불구속되기도 하였다. 그는 자살 전 가족들에게는 "미안하다, 사랑한다" 라고, 지인 한 사람에게는 "교회 다녀 온다"고 문자메시지를 보냈고 8일 아침 자신의 사무실에서 싸늘한 시신으로 발견되었다.
사망한 그의 빈소는 서울 중앙보훈병원 장례식장에 마련되었으며, 장례기간 동안 대한민국의 거의 모든 야구인들과 조문객들이 많이 오갔다. 특히 하일성이 생전 가장 친하게 지냈던 김인식 KBO 규칙위원장은 그의 죽음을 매우 슬퍼하였고, 같은 방송사에서 늘 하일성의 가르침을 받아왔던 이용철 KBS N 스포츠 야구해설위원은 오열을 하며 발인식날에 그의 운구 행렬에 동참하여 하일성의 마지막 가는 길을 애끓는 마음으로 배웅했다. 베트남 참전 용사였던 그의 유해는 9월 10일 국립서울현충원 충혼당에 안장되었다.

## 학력
- 서울 성동초등학교 졸업
- 대광중학교 (졸업)
- 서울 성동고등학교 졸업
- 경희대학교 체육학과 졸업
- 경희대학교 대학원 사회체육학과 체육학 석사 졸업

## 작품

### TV
- 1984년 KBS 가족오락관
- 1991년 KBS 생방송 전국은 지금
- 1991년 KBS 해피FM 연예스포츠 - 91KBO리그 한국시리즈의 방향
- 1991년 KBS 퀴즈탐험 신비의 세계
- 1992년 KBS 해피FM 생방송 일요일
- 1992년 KBS TV 유쾌한 응접실
- 1992년 KBS 쿨 FM FM대행진
- 1992년 KBS 신 전국일주
- 1992년 KBS 출발 시간여행
- 1993년 KBS 독점 여성정보
- 1993년 ~ 2004년 KBS2 스포츠 중계석
- 1993년 KBS 동물들의 천일야화
- 1993년 KBS 체험 삶의 현장
- 1994년 KBS 꿈의 콘서트
- 1995년 KBS 그곳에 가고싶다-전남 강진
- 1995년 KBS 광복 50주년 시간의 징검다리 - 한국영화 50년
- 1996년 KBS 밤과 음악사이
- 1997년 KBS 감동 깜짝쇼
- 1997년 SBS 폭소 타임머신
- 1997년 KBS2 펴즐 특급열차
- 1997년 KBS2 퀴즈 예감적중
- 1997년 KBS 서세원의 화요스페셜
- 1997년 KBS 해피FM 하일성 태의경의스포츠쇼 - 하일성의 스타파일
- 1998년 KBS 스타 퀴즈쇼
- 1998년 KBS 서세원쇼
- 1998년 KBS TV는 사랑을 싣고
- 1999년 KBS TV 내무반 신고합니다 - 4월 12일 <육군 백마부대>
- 2001년 KBS 슈퍼TV 일요일은 즐거워 - 유재석의 금연학교
- 2001년 KBS 아침마당 - 패널
- 2005년 KBS1 생로병사의 비밀 - 출연
- 2008년 KBS 아침마당 - 출연 (2008년 1월 14일)
- 2014년 KBS 밥상의 신 - 다이어트 밥상

### 영화
- 1988년 이장호의 외인구단 - 해설자 역
- 1998년 해가 서쪽에서 뜬다면 - 특별출연
- 2003년 역전에 산다 - 특별출연
- 2006년 아이스에이지2 - 악당 늙은 독수리 역
- 2011년 위험한 상견례 - 특별출연

### 드라마
- 2007년 MBC 주말 특별기획드라마 9회말 2아웃 - 특별출연
- 2011년 KBS 수목미니시리즈 영광의 재인 - 특별출연
- 2012년 TV조선 수목미니시리즈 프로포즈 대작전 - 결혼식 주례자 역(특별출연)
- 2013년 TvN 응답하라 1994 - 해설자 역 (특별출연)

### CF
- 1991년 명인제약 이가탄
- 1994년 동아제약 판피린에프
- 1994년 하이트진로 진로골드&진로나이스 (서인석과 공동출연)
- 1995년 한국케이블TV방송협회 (故민창기, 손숙,故최진실, 오성식, 투투와 공동출연)
- 1996년 동화약품 활원
- 1996년 ~ 1998년 아트라스BX (김종환, 송도순 성우와 공동출연)
- 1998년 씨앤텔 녹용사슴원
- 2000년 게도락
- 2001년 GS칼텍스 시그마 GX-1
- 2004년 스포츠토토 야구토토
- 2002년 오리온 니코엑스
- 2002년 GC녹십자 청폐플러스
- 2003년 홍성브레이크
- 2004년 KT 지상파 DMB
- 2006년 바이엘코리아 아스피린 프로텍트
- 2006년 KBS 2006독일월드컵 공익광고 (이용수 축구 해설위원과 공동출연/이영표, 지진희 주연의 하나은행 CF를 패러디 하였다.)
- 2006년 밀란인터내쇼날 에어콘텍트,에어스킨,나노에어스킨.해어랜즈 매직쿨 (홍수환, 정호근과 공동출연)
- 2006년 AIA생명 다보장의료보험 (손범수와 공동출연)
- 2013년 금강보청기

## 저서
- 《야구교실》(1994년) ISBN 9788974252281
- 《하일성의 나는 밥보다 야구가 좋다》 (1994년) ISBN 9788985100120
- 《본부석의 수사반장》(1994년) ISBN 9788974252281
- 《하일성 없이도 프로야구를 10배 재미있게 즐기는 책》 (1995년)
- 《하일성 이야기》(1998년) ISBN 9788974252281
- 《최신 야구교실》(1999년) ISBN 9788974252281
- 《인생은 1%의 싸움이다》 (2007년) ISBN 9788904110803
- 《철학자 하일성의 야구 몰라요 인생 몰라요》(2013년) ISBN 9788974252281

## 가족 관계
- 아버지 : 하중원(河重元, 1926년 ~ ?)
- 어머니 : 이름 미상, 하일성이 11세 때 이혼[1]
- 부인 : 강인숙
- 자녀 : 장녀 하승희, 차녀 하태경

## 유행어
- 야구 몰라요. (제일 유명한 말로 아직까지도 회자됨)

- 역으로 가나요?
- 아! 역시 이승엽 선수예요.(올림픽, WBC등 국제대회에서 이승엽이 적시타를 쳤을 때)
- 거 봐요! 제말이 맞죠?
- 000선수라면 여기서 외야로 보내는 큼지막한 홈런성 타구나, 최소한 후라이 하나정도는 쳐줘야죠!